# Зубринка (село)
Зубринка — село в Україні, у Хорошівській селищній територіальній громаді Житомирського району Житомирської області. Населення становить 567 осіб (2001).

## Географія
Загальна площа села — 24,5 км².
Зубринка розташована в межах природно-географічного краю Полісся і за 10 км від центру громади — міста Хорошів. Найближча залізнична станція — Нова Борова, за 28 км. Через село протікає річка Іршиця.

## Населення
За даними перепису 2001 року населення села становило 567 осіб, з них 99,82 % зазначили рідною українську мову, а 0,18 % — російську.

## Історія
Перша писемна згадка про село датується 1607 роком.
У 1906 році в селі мешкало 735 осіб, налічувалось 131 дворове господарство.
На мапі 1911—1912 років населений пункт позначений як поселення з 145 дворами.
У 1932–1933 роках Зубринка постраждала від Голодомору.
Упродовж німецько-радянської війни участь у бойових діях брали 260 місцевих жителів, з них 46 осіб загинуло, 219 — нагороджено орденами і медалями. 9 травня 1965 року встановлено пам'ятник радянським воїнам та односельцям, які загинули упродовж німецько-радянської війни.
На початку 1970-х років у селі функціонували центральна садиба колгоспу «Правда», восьмирічна школа, будинок культури, бібліотека із книжковим фондом 7,7 тисяч примірників, музей, фельдшерсько-акушерський пункт, поштове відділення і дит'ясла.
До 3 серпня 2016 року — адміністративний центр Зубринської сільської ради Хорошівського району Житомирської області.